# Tennistoernooi van Dubai 2015
Het tennistoernooi van Dubai van 2015 werd van 15 tot en met 28 februari 2015 gespeeld op de hardcourt-buitenbanen van het Aviation Club Tennis Centre in Dubai, de hoofdstad van het gelijknamige emiraat in de Verenigde Arabische Emiraten. De officiële naam van het toernooi was Duty Free Tennis Championships.
Het toernooi bestond uit twee delen:
- WTA-toernooi van Dubai 2015, het toernooi voor de vrouwen, van 15 tot en met 21 februari 2015
- ATP-toernooi van Dubai 2015, het toernooi voor de mannen, van 23 tot en met 28 februari 2015

ATP-toernooi van Dubai – WTA-toernooi van Dubai

2001 · 2002 · 2003 · 2004 · 2005 · 2006 · 2007 · 2008 · 2009 · 2010 · 2011 · 2012 · 2013 · 2014 · 2015 · 2016 · 2017 · 2018 · 2019 · 2020 · 2021 · 2022 · 2023 · 2024 · 2025